# G. L. Gabriel-Thieler
Gabriele Lina Henriette Gabriel-Thieler, geborene Thieler  (* 1958 in München) ist eine deutsche Malerin.

## Leben und Werk
Gabriel-Thieler ist die Tochter des Malers Fred Thieler. 1959 erfolgte ihr Umzug nach Berlin. 1976 begann sie ein Studium an der Hochschule der Künste Berlin bei Karl Horst Hödicke. 1981 war sie Meisterschülerin bei Karl Horst Hödicke. Im Jahre 1982 erhielt sie ein Stipendium und Aufenthalt in Santo Domingo (Dominikanische Republik). 1984 bekam sie ein Arbeitsstipendium von der Stiftung Kunstfonds Bonn für ein Projekt des Goethe-Instituts London. Gabriel-Thieler war von 1994 bis 1999 Mitglied der Jury des Fred-Thieler-Preises für Malerei. Sie unternahm Reisen in Europa, nach Nord- und Südamerika sowie nach Japan.
G. L. Gabriel war 1979 die jüngste Mitbegründerin der Galerie am Moritzplatz in Berlin, einer Selbsthilfegalerie, die von einer Gruppe junger Künstler, hauptsächlich Malern, gegründet wurde, die zunächst aus der Klasse Karl Horst Hödickes an der Berliner Hochschule der Künste stammten und die dann unter dem Begriff Neue Wilde bzw. „Junge Wilde“ bekannt wurden. Zu dieser Gruppe gehörten auch Rainer Fetting, Salomé, Bernd Zimmer, Anne Jud und Helmut Middendorf. Gabriel studierte damals noch an der Kunsthochschule. In ihren Werken geht es nicht darum, den Augenblick expressiv auszudrücken, im Gegenteil, ihre Bilder „erscheinen als für den Augen-Blick angehaltene Bewegung“. Das äußert sich malerisch in der Wahl der Farben, die ein atmosphärisches Licht erzeugen, als wollten sie den Gegenstand verzaubern und entrücken. Gabriel-Thieler knüpfte an die nordische Tradition an, entwickelte einen Malstil, der die Romantik in der Moderne mit neuer Maltechnik, differenziertem Farbeinsatz und zurückhaltender Formsprache erforschte. Wolf Singer sah es „als vornehmstes Anliegen [der Künstler], in ihren Bildern genau jene Muster nachzuahmen, die von der erdachten Welt auf die Netzhaut erzeugt würden, dann rekonstruiert das Gehirn daraus genau diese erfundene Wirklichkeit“.

## Ausstellungen (Auswahl)

### Einzelausstellungen
- 2006: Berlin Potsdam Berlin – Malerei, Zeichnungen, Graphik, Kunstverein Kunsthaus Potsdam
- 2008: Landschaftsmalerei, AfIB Akademie für Internationale Bildung Berlin
- 2009: Berlin – At the Wall, Dietz-Space, New-York
- 2010: Berlin – At the Wall, Consulate General of the Federal Republic of Germany New York

### Gruppenausstellungen
Als Mitglied der Neuen Gruppe und des Deutschen Künstlerbundes beteiligte sich G. L. Gabriel zwischen 1978 und 1988 an fast allen großen Jahresausstellungen dieser beiden Künstlervereinigungen.
- 1978: Große Münchner Kunstausstellung, Neue Gruppe
- 1982: Gefühl und Härte, Neue Kunst aus Berlin, Kulturhuset, Stockholm, und Kunstverein München
- 1985: Once artistas de Berlin, Centro Cultural, Madrid; Moritzplatz – Aus der Werkstatt der Heftigen Malerei, Kunstraum Bonn und Kunstraum Hamburg; Kunst Berlin 1985, Peat Marwick, Frankfurt/Main; Kunstpreis Junger Westen, Kunsthalle Recklinghausen; Berlin Flughafen, Airport Galerie, Berlin-Tegel
- 1987: New York in the eyes of Berlin artists, Goethe House, New York; Art LA, Los Angeles; Stadtbilder – Bilder in der Malerei vom 17. Jahrhundert bis zur Gegenwart, Berlin Museum, Berlin
- 1988: 36. Jahresausstellung des Deutschen Künstlerbundes, Stuttgart
- 1989: Neue Generation aus Berlin, Contemporary Art Center, Osaka, Japan; Eberhard Roters zu Ehren. Schenkungen von Arbeiten auf Papier, Berlinische Galerie, Berlin
- 1990: Berliner KUNSTstücke, Die Sammlung der Berlinischen Galerie zu Gast im Museum der bildenden Künste, Leipzig, und in der Neuen Galerie im Alten Museum Berlin; Kunstszene Berlin (West) 86-89. Erwerbungen des Senats von Berlin, Berlinische Galerie
- 1992: Galerie Lebendiges Museum, Berlin
- 1999: Ausgewählt (Arbeiten auf Papier aus der Sammlung des Deutschen Bundestages), Kunst- und Ausstellungshalle der Bundesrepublik, Bonn
- 2006: Berlin im Bild-Malerei seit 1945 aus dem Stadtmuseum Berlin
- 2009: FALLMAUERFALL Grenzüberschreitungen und Grenzerfahrungen im Spiegel der Kunst, Stadtmuseum Berlin/Ephraim-Palais
- 2011: Arbeiten seit den 70ern bis heute; 1974 - 2011 [zur Ausstellung Thomas Lange, Arbeiten seit den 70ern bis Heute vom 28. Mai – 30. Juli 2011 in der Galerie Poll], kuratiert von Davide Sarchioni [Übersetzt von Elisabeth Giansiracusa ...], Poll, Berlin 2011, ISBN 978-3-931759-29-2 (Illustriert von Thomas Lange, Eva Poll, Lothar C. Poll, Dimitri Angelini, Francesco Biganzoli, Jochen Littkemann).
- 2012: Metropolis, Kunstverein Kunstliefde Utrecht (Niederlande)
- 2015: Die wilden 80er, Städelmuseum Frankfurt am Main
- 2018/19: Die Erfindung der Neuen Wilden – Malerei und Subkultur um 1980, Ludwig Forum, Aachen